# Берчето
Берчето (итал. Berceto) —  коммуна в Италии, располагается в регионе Эмилия-Романья, подчиняется административному центру Парма.
Население составляет 2430 человек, плотность населения составляет 19 чел./км². Занимает площадь 131 км². Почтовый индекс — 43042. Телефонный код — 0525.
Покровителем коммуны почитается святой Модран из Рена. Праздник ежегодно празднуется 22 октября.